# Alycus roseus
Alycus roseus är en spindeldjursart som beskrevs av Carl Ludwig Koch 1842. Alycus roseus ingår i släktet Alycus, och familjen Alycidae. Arten är reproducerande i Sverige.